# Джерело № 2 (урочище «Занька»)
Джерело № 2 — гідрологічна пам'ятка природи місцевого значення. Об'єкт розташований на території Воловецького району Закарпатської області, урочище «Занька» ДП «Воловецьке ЛГ», Нижньоволовецьке лісництво, квартал 1, виділ 42.
Площа — 3 га, статус отриманий у 1984 році (Рішення Закарпатського облвиконкому від 23.10.1984 р. № 253). 
Охороняється джерело мінеральної води та прилегла територія. Вода вуглекисла, гідрокарбонатно-кальцієво-натрієва. Загальна мінералізація - 0,36 г/л., мікроелементи - марганець, мідь. Придатна для лікування захворювань органів травлення.